# Obereopsis camerunensis
Obereopsis camerunensis är en skalbaggsart som beskrevs av Stefan von Breuning 1957. Obereopsis camerunensis ingår i släktet Obereopsis och familjen långhorningar. Inga underarter finns listade i Catalogue of Life.